# アレクサンダー・ヒェラン

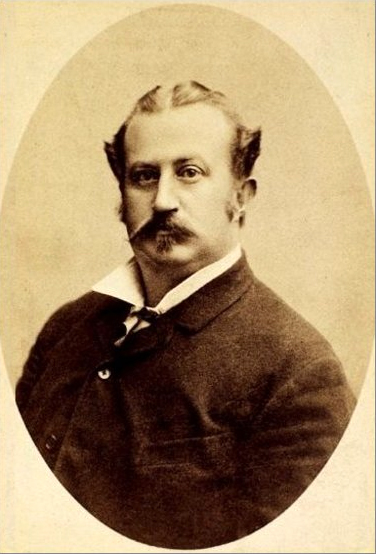
アレクサンダー・ヒェラン

アレクサンデル・ランゲ・ヒェラン(Alexander Lange Kielland [ɑlɛˈksɑndər ˈlɑŋːə ˈçɛlːɑn], 1849年2月18日-1906年4月6日)は、19世紀のノルウェーの現実主義作家の中でもっとも有名な作家のひとりである。
彼はヘンリク・イプセン、ビョルンスティエルネ・ビョルンソン、ヨナス・リーと並んでノルウェー文学の中の「偉大な4人」の中の一人と呼ばれている。

## 生い立ち
ノルウェーのスタヴァンゲル生まれ。裕福な商人の家で育った。彼は領事のイェンス・ゼトリッツ・ヒェラン(Jens Zetlitz Kielland)の息子にあたり、Gabriel Schanche Kiellandのひ孫にあたる。ヒェランはノルウェーの風景画家キティ・ランゲ・ヒェラン(Kitty Lange Kielland)の弟にあたる。彼ら(兄のキティ・ランゲ・ヒェランと弟のアレクサンダー・ランゲ・ヒェラン)の相互交流は芸術家として形作るために双方にとって重要な事であった。
彼の家族は息子であるイェンス・ゼトリッツ・ヒェラン(Jens Zetlitz Kielland,1873年-1926年)、おじであるヤコブ・オットー・ランゲ(Jacob Otto Lange,1833年-1902年)、甥のイェンス・ゼトリッツ・モンラード・ヒェラン(Jens Zetlitz Monrad Kielland,1866年-1926年)いとこのアンネシュ・ランゲ(Anders Lange,1904年-1974年)、甥の息子ヤコブ・クリスティ・ヒェラン (Jacob Christie Kielland,1897年-1972年)が含まれる。甥の娘であるAxeliane Christiane Zetlitz Kielland (1916年-1995年)と結婚したのがアグナー・ミクル(Agnar Mykle,1915年-1994年)である.

## 経歴
裕福な生まれであるにもかかわらず、彼が工場のオーナーだった時に運の向いてない彼の労働者に心の底からの愛情を持ち、よく取り扱った。彼は弱者の代弁者であり、彼の時代を通じて作家として社会批評を行った。彼の最もよく知られている演劇は風刺のきいた喜劇でTre Par (1886年) and Professoren (1888年)である。彼は短編小説でもよく知られた。
彼のもっとも有名な作品は小説の Gift (1883年), Skipper Worse (1882年) and Garman & Worse (1880年)であるGiftはFortuna (1884年)と St. Hans Fest (1887年)を含んだ三部作の中の最初のものである。この三部作の中でヒェランはノルウェーの聖職者たちの偽善を風刺している。Giftではヒェランはこの時代のノルウェー語の教師が持っていたラテン語への熱望について議論している。このお話はマリウスと呼ばれた少年が臨終の上でラテン語の文法を復唱しているところにピークが来る。
ヒェランがなぜ作家としてのキャリアを早々と終えたかとしたことには議論がされている。一部では彼はとても現実主義作家であるため、19世紀終わりのノルウェー文学における新ロマン主義の風潮についていけなくなったと信じられている。さらにもっともな理由は政治家としてのキャリアに集中することを選んだからである。Tor Obrestadによるヒェランの伝記ではヒェランが肥満により瀕死の状態であったことという考えを展開する。1880年代半ばからすでにヒェランは息切れで苦しんでいた。それで執筆にエネルギーを注げなかった。彼は何回か心臓発作を起こした。彼の体重を常に増え続け、食事に対する情熱を抑えることが出来なかった。
1889年-1890年にはヒェランはStavanger Avisというノルウェーの新聞でジャーナリストとして働いた。ヒェランは1891年に小説を書くのを事実上やめ、そしてその後はより早期に出た物語類のみを発行した。1891年に彼の故郷であるスタヴァンゲルの市長に任命された。これは1902年にモルデにムーレ・オ・ロムスダール県の知事として引っ越すまで続いた。

## 出版物

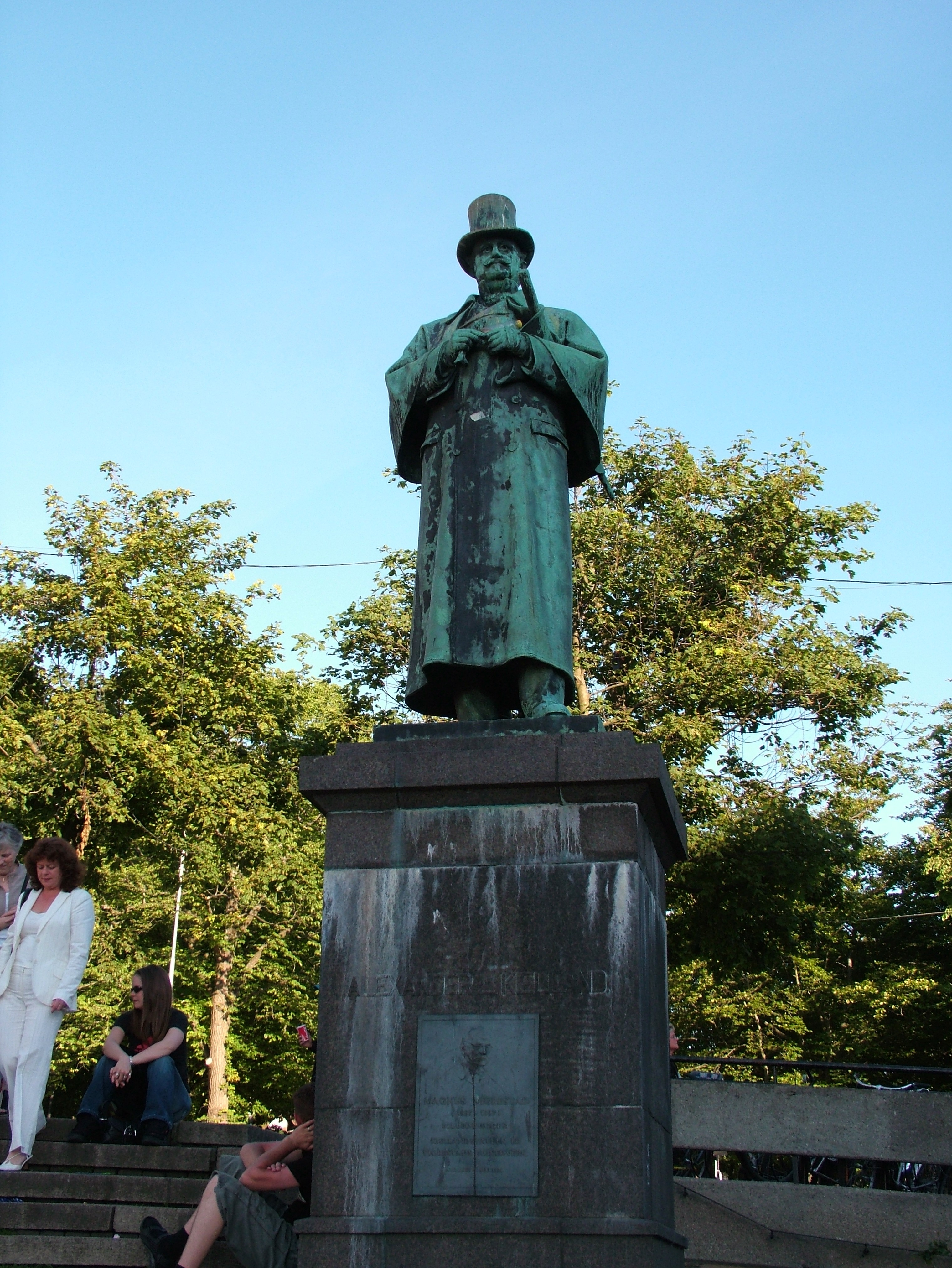
スタヴァンゲルにあるアレクサンダー・ヒェランの像

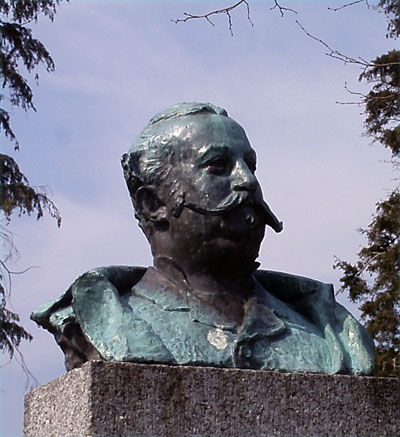
モルデのReknes Parkにあるアレクサンダー・ヒェランの胸像

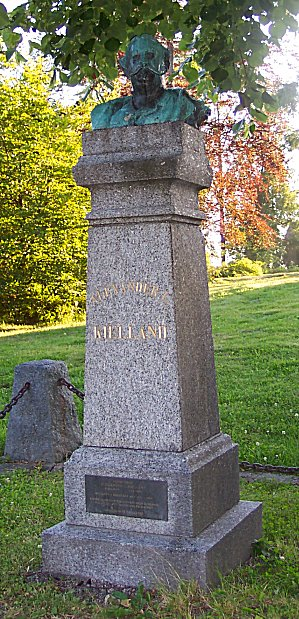
モルデのReknes Parkにあるアレクサンダー・ヒェランの彫像

### 短編小説
- Novelletter, 1879
- Nye novelletter, 1880
- To Novelletter fra Danmark, 1882

### 小説
- Garman & Worse, 1880 - [8][9]
- Arbeidsfolk, 1881
- Else, 1881
- Skipper Worse, 1882.[10][11]
- Gift, 1883
- Fortuna, 1884
- Sne, 1886
- Sankt Hans Fest, 1887
- Jacob, 1891

### 戯曲
- Paa Hjemvejen, 1878
- Hans Majestæts Foged, 1880
- Det hele er Ingenting, 1880
- Tre par, 1886
- Bettys Formynder, 1887
- Professoren, 1888

### 随筆
- Forsvarssagen, 1890
- Menneker og Dyr, 1891
- Omkring Napoleon, 1905 [12]

## 参照
1. ↑  読みはヒェランの他に、キエラン、シェランとも読まれる。またかつてはドイツ語読みで「キーラント」とも呼ばれていた。http://100.yahoo.co.jp/detail/%E3%83%92%E3%82%A7%E3%83%A9%E3%83%B3/
2. ↑  Alexander Lange Kielland (Ancestry.com)
3. ↑  Kitty Lange Kielland (A Mirror Of Nature: Nordic Landscape Painting 1840-1910. Minneapolis Institute of Arts)
4. ↑  Alexander L. Kielland, utdypning  (Store norske leksikon)
5. ↑  Alexander L. Kielland-ulykken (Store norske leksikon)
6. ↑  Alexander (Lange) Kielland (Kuusankosken kaupunginkirjasto)
7. ↑  Alexander Lange Kielland (Edvard Beyer / Morten Moi. Store norske leksikon)
8. ↑  Garman and Worse is available on Wikisource
9. ↑  Garman & Worse  is available in the original Norwegian on Project Runeberg at Garman og Worse （ノルウェー語）
10. ↑  Skipper Worse was published in English translation in 1885 and later as one of the Harvard Classic collection. A 2009 translation into English of Skipper Worse by Christopher Fauske is published by Cross-Cultural Communications, Merrick, NY.
11. ↑  .  Skipper Worseis also available in the original Norwegian on Project Runeberg at Skipper Worse
12. ↑  English translation 1907: Napoleon's Men and Methods